# Alexandra Wiktorowna Machrowskaja
Alexandra Wiktorowna Machrowskaja (russisch Александра Викторовна Махровская; * 8. Dezemberjul. / 21. Dezember 1917greg. in Strugi Belaja; † 18. August 1997 in St. Petersburg) war eine sowjetisch-russische Architektin, Stadtplanerin und Städtebauerin.

## Leben
Machrowskajas Großvater war der Erzpriester Gennadi Iwanowitsch Machrowski der Saratower Dreifaltigkeitskathedrale. Ihr Vater Wiktor Gennadjewitsch Machrowski war Metrologe und lehrte an der Saratower Bogoljubow-Kunstschule und dann an der Universität Kasan und am Technologischen Institut St. Petersburg. Ihre Mutter Alexandra Iwanowna Machrowskaja stammte aus St. Petersburg und hatte dort die Höheren Handelskurse für Frauen absolviert.
Machrowskaja besuchte in Leningrad die Mittelschule und begann unter dem Einfluss ihres Vaters 1936 das Studium an dem aus der Kaiserlichen Kunstakademie hervorgegangenen Leningrader Institut für Malerei, Bildhauerei und Architektur (LISchSA) in der Architektur-Fakultät. Daneben begann sie 1937 das Fernstudium am Institut für Fremdsprachen in der Deutsch-Abteilung. Das Studium unterbrach nach Beginn des Deutsch-Sowjetischen Kriegs der erste Leningrader-Blockade-Winter. Im Juli 1942 wurde sie mit ihren Eltern und ihrer Tochter Olga (* 1941) evakuiert und kam nach Samarqand, wo sich der größte Teil des evakuierten LISchSA befand. Dort lernte sie ihren späteren Ehemann Wiktor Iljitsch Kotschedamow kennen. Die Familie Machrowski kehrte 1944 nach Leningrad zurück. Machrowskaja verteidigte 1945 mit Auszeichnung ihr in Igor Iwanowitsch Fomins Werkstatt angefertigtes Diplomarbeitsprojekt für einen Ausstellungspalast für ihren Abschluss als Architekt-Künstlerin. Das Fremdsprachenstudium schloss sie als Übersetzerin ab.
Nach dem Studium arbeitete Machrowskaja im Leningrader Institut für Städtebau Lengiprogor. Dort hatte sich gerade mit W. P. Jakowlew, Wladimir Albertowitsch Gaikowitsch, D. D. Baragin, N. A. Solofnenko und Juri Michailowitsch Kilowatow eine Städtebauschule entwickelt, unter deren Leitung Machrowskaja bei der Projektierung für den Umbau und die Restaurierung des historischen Zentrums von Petrosawodsk mitarbeitete. Das Projekt erhielt 1947 den 2. Preis im Allunionswettbewerb. Ein weiterer Erfolg Machrowskajas war das Projekt für das Zentrum Simferopols, bei dem ihre analytischen architektonischen und städtebaulichen Fähigkeiten deutlich wurden.
1951 begann Machrowskaja die Aspirantur bei Wladimir Alexandrowitsch Witman an der Leningrader Filiale der Moskauer Akademie für Bauwesen und Architektur der UdSSR. 1955 verteidigte sie dort ihre Kandidat-Dissertation über die Bebauung und Gestaltung der Newa-Ufer und wurde wissenschaftliche Senior-Mitarbeiterin der Leningrader Filiale. Ihr Forschungsschwerpunkt waren die Prozesse der Gestaltung großer und kleiner Stadtbezirke von Großstädten mit historischen Bauten. Sie verfasste eine ganze Reihe von wissenschaftlichen Artikeln und Monografien zu den Problemen der Restaurierung historischer Stadtbezirke und der Schaffung moderner komfortabler Wohnungen. Zusammen mit Alexander Iwanowitsch Naumow schrieb sie je ein Buch über Städtebau und Wohnbezirke.
1964 wurde Machrowskaja Leiterin der Abteilung für Stadtsanierung der wissenschaftlichen Abteilung des Leningrader Forschungsinstituts für Städtebau. Sie spezialisierte sich auf die Projektierung des Baus neuer Städte in Kasachstan, Sibirien und Fernost. Sie entwickelte Musterprojekte für die Besiedlung und den Städtebau in den nördlichen Regionen des Landes. Sie untersuchte das historisch-architektonische Erbe der kleinen Siedlungen in der Oblast Wologda und der Republik Komi. Insbesondere entwickelte sie ein Konzept für die Sanierung des Zentrums von Syktywkar. Gleichzeitig widmete sich Machrowskajas Abteilung den Städtebauprozessen in Leningrad bzw. dann St. Petersburg. Persönlich leitete sie die Sanierung historischer Stadtviertel und die Bewahrung des kulturellen und architektonischen Erbes. Mit Planungen für die Zentren Revals, Kasans und einen zentralen Platz in San Francisco nahm sie an Architekturwettbewerben teil. Unter ihrer Leitung wurden Projekte für den Wiederaufbau historischer Bauensembles in der DDR und in Ungarn entwickelt und durchgeführt.
Machrowskaja wurde 1995 zum Korrespondierenden Mitglied der Russischen Akademie der Architektur- und Bauwissenschaften (RAASN) gewählt. Sie war nicht Mitglied der KPdSU. 1967–1972 war sie Abgeordnete des Leningrader Stadtsowjets. 1991 wurde sie Mitglied des Städtebaurats St. Petersburgs. In ihren letzten Jahren arbeitete Machrowskaja an ihrem Buch über St. Petersburgs Tor zur See, um ihre lebenslangen Erfahrungen bei der Untersuchung der Probleme der Restaurierung einer modernen Stadt darzustellen. Das Buch blieb unvollendet.
Machrowskajas Tochter Olga Alexandrowna Biantowskaja war Grafikerin geworden.
Machrowskaja wurde auf dem St. Petersburger Bogoslowskoje-Friedhof begraben.

## Ehrungen
- Ehrenzeichen der Sowjetunion (1983)[1]
- Medaillen